# Ağdaş (stad)
Ağdaş is een stad in Azerbeidzjan en is de hoofdplaats van het district Ağdaş.
De stad telt 29.600 inwoners (01-01-2012).